# Jo-Carroll Dennison
Jo-Carroll Dennison, née le 16 décembre 1923 à Florence dans l'Arizona, aux États-Unis et morte le 18 octobre 2021, est une actrice américaine, couronnée Miss America 1942, après avoir été Miss Texas 1941.

## Jeunesse
Jo-Carroll Dennison est la fille unique de Henry Dennison et Carroll Brown, acteurs de vaudeville dans le milieu du cirque. À l'âge de deux ans et demi, elle chante et danse sur la scène. Au cours de sa petite enfance, ses parents déménagent tour à tour à San Francisco, Santa Barbara (Californie) et à Tyler, au Texas. Après l'obtention de son baccalauréat en 1940 à la Hale Center High School (en) de Hale Center, au Texas, elle travaille comme stenographe à Tyler.

## Miss America
En 1941, elle est élue Miss Texas à dix-huit ans. L'année suivante elle participe au concours de Miss America, qu'elle remporte, et est couronnée Miss America 1942, le 12 septembre 1942. Elle est la première Miss Texas à recevoir ce titre. Elle effectue alors une tournée auprès des troupes armées américaines et visite des hôpitaux militaires et des usines de guerre. Elle promeut également la vente d'obligations de guerre (soutien financier des civils aux frais de guerre).

## Hollywood
Après son couronnement, elle se rend à Hollywood où les studios 20th Century Fox lui offrent un contrat de sept ans. Elle tourne dans le film de guerre Winged Victory (1944) et dans Le Roman d'Al Jolson (1946), une biographie sur Al Jolson, le premier acteur à avoir joué dans un film parlant.
Sa carrière cinématographique et télévisuelle durera jusqu'en 1976.

## Vie privée
Jo-Carroll Dennison s'est mariée deux fois : de 1945 à 1950 avec le comédien Phil Silvers le 2 mars 1945 et de 1954 à 1981 avec le producteur de télévision Russell Stoneham, avec qui elle aura deux fils. Les deux mariages se sont soldés par un divorce.
En 2020, elle vit à Pine Cove dans les monts San Jacinto (San Jacinto Valley), en Californie.

## Filmographie
- 1943 : Banana Split
- 1944 : Ladies of Washington (en)
- 1944 : Quand l'amour manœuvre (Something for the Boys)
- 1944 : La Victoire des ailes (Winged Victory) de George Cukor
- 1945 : La Foire aux illusions
- 1946 : The Missing Lady (en)
- 1946 : Le Roman d'Al Jolson
- 1950 : Beyond the Purple Hills (en)
- 1950 : Dick Tracy
- 1950 : Femmes préhistoriques (Prehistoric Women) de Gregg Tallas
- 1951 : Stars Over Hollywood (en)
- 1951 : Secrets of Beauty
- 1951 : Pickup (en)
- 1951 : Je veux un millionnaire (A Millionaire for Christy)
- 1951 : The Adventures of Wild Bill Hickok (en)
- 1952 : Hollywood Opening Night
- 1953 : Les Aventures de Kit Carson
- 1976 : Everybody Rides the Carousel

## Source
- (de) Cet article est partiellement ou en totalité issu de l’article de Wikipédia en allemand intitulé « Jo-Carroll Dennison » (voir la liste des auteurs).

### Source de la traduction
- (en) Cet article est partiellement ou en totalité issu de l’article de Wikipédia en anglais intitulé « Jo-Carroll Dennison » (voir la liste des auteurs).